# شرح السيوطي على سنن النسائي
شرح السيوطي على سنن النسائي أو (زهر الربا على المجتبى) ويطلق عليه أيضاً حاشية السيوطي على سنن النسائي هو أحد شروح سنن النسائي كتبه الحافظ جلال الدين السيوطي وبين فيه بعض الأحكام التي تخص كل باب من كتاب السنن مع شيء يسير من الكلام عن بعض رواة الإسناد والكتاب مختصر في شرح الأحاديث ولذلك يسمى أحيانًا حاشية السيوطي على سنن النسائي.
وضعَ النَّسائي كتابه «السنن الكبرى»، ثم انتخب منه الصحيح، وسماه «المجتبى»، وهو المعروف بالسنن الصغرى، وهو هذا الكتاب. ويُعدُّ كتابه هذا أحدَ كتب السُّنة الستة الأصول، بل هو أصحُّ الكتب بعد الصحيحينِ البخاريِّ ومسلمٍ، بشهادة أهل الفن من المتقدِّمينَ والمتأخِّـرينَ، جمعَ فيه بين طريقتَي البخاري ومسلم، مع حظٍّ كثيرٍ من بيان العلل. وسنن النسائي كتاب جامع، والجامع هو ما يوجد فيه جميع أقسام الحديث من أحاديث العقائد وأحاديث الأحكام، وأحاديث الرقائق، وأحاديث آداب الأكل والشرب، وأحاديث الشعر، والأحاديث المتعلقة بالتفسير والتاريخ والسير... إلخ.
وقد اعتمد النسائي في مصنفه على طريقة الكتب والأبواب، وقد أُضيف إلى هذا الكتاب شرح الحافظ جلال الدين السيوطي، وحاشية نور الدين بن عبد الهادي السندي على سنن النسائي. اقتصر فيها السندي على ما يحتاج إليه القارئ والمدروس، من ضبط اللفظ، وإيضاح الغريب، والإعراب.

## نبذة عن الإمام النسائي
كان الإمام أحمد بن شعيب النسائي حافظًا ثبتًا لا يجاريه أحد من أهل عصره، وكان شرطه في الرجال أشد من شروط أصحاب السنن، حتى اعتبر الإمام السيوطي كتاب «المجتبى» أقل الكتب بعد الصحيحين حديثـاً ضعيفـاً ورجلاً مجروحـاً، وقد صنّف كتابًا كبيرًا حافلاً عُرف بالسنن الكبرى، ثم انتخب منه كتابا سماه «المجتبى»، وقد سار فيه على طريقة دقيقة تجمع بين الفقه وفن الإسناد، ورتب الأحاديث على الأبواب، ووضع لها عناوين تبلغ أحيانًا منزلة عالية من الدقة، وصار «سنن النسائي» -كما اشتُهر- ضمن كتب الصحاح أو السنن، والتي عرفت بالكتب الستة.
والنسائي نسبة إلى نسى بخراسان. سمع من عدة شيوخ، من أشهرهم:إسحاق بن راهويه، وأبو داود السجستاني.
قال الذهبي في حقه:
«لم يكن أحد في رأس 300 أحفظ من النسائي. وهو أحذق بالحديث وعلله ورجاله من مسلم ومن أبي داود ومن أبي عيسى (يعني الترمذي). وهو جار في مضمار البخاري وأبي زرعة».

### مصنفاته
ومن مصنفاته: كتاب 'المجتبى من السنن الكبرى' وهو المشهور بـ'سنن النسائي'، و'السنن الكبرى'، و'الضعفاء والمتروكون'، و'عمل اليوم والليلة' أورد فيه الأذكار.

### منهج الإمام النسَائي

#### المتعلق بالأسانيد
أولا: شروطه في أسانيد سننه:
1. الصحة: أن تتوفر شروط الحديث الصحيح المعروفة في كل حديث يخرجه، وقد نُقل عن الإمام النسائي وصفه لكتابه بالصحيح، ولكن واقع كتابه لا يساعد على هذه التسمية إلا من باب التغليب، ومن باب إدراج الحسن في الصحيح أيضا، ولئن لم يكن الكتاب كله صحيحاً فهو قريبٌ إلى الصحة.
2. الرجال (الرواة): أخرج الإمام النسائي لكل من لم يُجمع العلماء -المتشددين والمتوسطين- على تركه، وكان يفضِّل إخراج الحديث بإسناد قوي وإن كان نازلا، حتى ولو كان الحديث عنده بإسناد أعلى.

ثانيا: منهجه في التعليق على الأحاديث والحكم عليها:
1. الحكم على الأحاديث: لم يُكثر الإمام النسائي من ذكر حكمه على الحديث، وإنما فعل ذلك في مواطن يسيرة، ومنها قوله بعد أحد الأحاديث: «ليس في هذا الباب حديث أحسن من هذا الحديث وإن كان مرسلاً».
2. توضيح العلل وذكرها: لم يُكثر الإمام النسائي من التعرض لذكر العلل التي تقدح في صحة الحديث، لأنه انتقى أغلب الأحاديث التي أوردها، وكان يتعرض أحيانا لذكر ترجيحه لما فيه خلاف بين الرفع والوقف أو الإرسال والوصل.

ثالثا: منهجه في ترتيب أحاديث سننه:
1. الترتيب على أبواب الفقه: رتّب الإمام النسائي كتابه على أبواب الفقه، لأن الأحاديث التي أوردها يغلب عليها أحاديث الأحكام، ولذا سُـمّيَ بالسنن.
2. ترتيب الأحاديث في الباب: كان الإمام النسائي إذا استوعب طرق الحديث بدأ بما هو غلط، ثم يذكر بعد ذلك الصواب المخالف له، وقد يبدأ بالحديث الصحيح ثم يُتبعه بالحديث الـمُعل أحيانا.

رابعا: منهجه في غير الموصول (المرسل والمنقطع):
لم يشترط الإمام النسائي على نفسه أن يُخرج الموصول فقط؛ ولذا أخرج بعض الأحاديث المرسلة والمنقطعة، ولكنه كان يبيّن ذلك عند وقوعه، ومن أمثلة ذلك:
1. المرسل: قوله بعد حديثٍ لجرير عن منصور عن ربعيّ عن حذيفة رفعه (لا تقدّموا الشهر): أرسله الحجاج بن أرطأة عن منصور بدون حذيفة.
2. المنقطع: قوله في حديث مخرمة بن بكير عن أبيه: مخرمة لم يسمع من أبيه شيئا، وفي حديث لأبي عبيدة عن أبيه عبد الله بن مسعود، قال: إنه لم يسمع من أبيه شيئا، وكثيرا ما يسمّي المنقطع مرسلا.

خامسا: منهجه في الآثار الموقوفة:
أورد الإمام النسائي بعض الآثار الموقوفة، وكان يبيّن ما في الحديث من اختلاف في الرفع أو الوقف، والوصل أو الإرسال، ويعبِّر عنه بقوله: «ذِكر الاختلاف على فلان في حديث كذا» ثم يقول: أوقفه فلان، وغير ذلك، أو يرجّح فيقول: «الصواب موقوف».
سادسا: منهجه في تكرار الحديث:
زاحم الإمام النسائي إمام الصنعة البخاري في التبويب وتدقيق الاستنباط وتكرير المتون مراعاة لذلك، فكان يُعيد الحديث لكي يستنبط منه شيئاً لم يكن قد استنبطه عند إيراده في المرة الأولى، وقد يقع له تكرير الباب مع حديثه سواء بسواء، وقد يكون بين الترجمتين تفاوت يسير، ولا يأتي في حديثهما بأي زيادة، وربما يزيد في أحد الموضعين مكمّلا تعيين ما أهمله من رواة السند، وقد يورد في كل منهما للحديث طريقا؛ ليزداد الناظر له في المتن تحقيقا، وقد يكرر الباب خاصة دون متنه.
سابعا: منهجه في بيان طرق الحديث واختصارها:
الأصل في إخراج الأحاديث بأسانيدها أن يُفرَد كل حديث بالرواية سنداً ومتناً، ولكن خشية التطويل دفعت الأئمة -ومنهم الإمام النسائي- إلى اتباع طرق للاختصار، منها:
جمع الشيوخ بالعطف: جمع بين شيوخه بالعطف بحرف الواو، طلبا للاختصار، وعدم تكرار الجزء المشترك من الإسناد بأكمله، ومن ذلك قوله في سننه: «أخبرنا إسحاق بن إبراهيم وقتيبة بن سعيد، عن جرير..» الحديث.
جمع الأسانيد بالتحويل: جمع بين الأسانيد باستخدام حرف يدل على التحويل -أي الانتقال من سند إلى آخر- وهو حرف «ح»، والهدف من التحويل اختصار الأسانيد التي تلتقي عند راوٍ معين، بعدم تكرار القدر المشترك بينها، وتوضع حاء التحويل «ح» عند الراوي الذي تلتقي عنده الأسانيد، ويكون عليه مدار مخرج الحديث، وقد توضع حاء التحويل بعد ذكر جزء من المتن، عند الموضع الذي يبدأ فيه اختلاف الروايتين.
ذكر بعض الطرق أو جزء من حديث والإشارة إلى الباقي للاختصار: إذا كان للحديث أكثر من إسناد أو متن، فإنه قد يذكر بعضها ويشير إلى باقيها، دون أن يذكرها بطولها، قال الإمام النسائي في سننه بعد أن ذكر أحد الأحاديث: "أخبره هلال بن أسامة أنه سمع أبا سلمة يخبر عن أبي هريرة، عن النبي ﷺ مثله".
ثامنا: منهجه في الجرح والتعديل وتعريف الرواة:
لم يُكثر الإمام النسائي من ذكر ما يتعلق بتعديل بعض الرواة أو تجريحهم، وكذلك لم يُكثر من التعريف بالرواة، ولكنه كان يتعرض أحيانا لبيان أن فلانا من الصحابة أو التابعين، أو أنه كوفيٌّ أو بصريٌّ، أو بيان تاريخ مولد أو وفاة أو اختلاط راوٍ معيّن، وغير ذلك مما ينفع في توضيح اتصال أو انقطاع بين راويين، أو تمييز راو من غيره.
ومن أمثلة ما أورده في الجرح والتعديل بعد إيراده للحديث قوله: «بُريدة هذا ليس بالقوي في الحديث»، ومثال ما أورده لتوضيح انقطاع بين راويين قوله: «عبد الرحمن بن أبي ليلى لم يسمع من ابن عمر».

#### المتعلق بالمتون
أولا: منهجه في تراجم الأبواب ومسالكها:
كان الغالب على تراجم أبواب السنن (التراجم الظاهرة)، وقلّما تجد فيها تراجم استنباطية أو مرسلة، ولكن الإمام النسائي نوّع بين المسالك التي استخدمها في تلك التراجم، وينتظم إيضاح ذلك فيما يلي:
1. التراجم الظاهرة: هي التي يدل عنوان الباب فيها على مضمونه من الأحاديث دلالة واضحة، لا يحتاج القارئ فيها إلى إعمال فكره لمعرفة وجه الاستدلال، ومن المسالك التي استخدمها في هذا النوع من التراجم:
- الاستفهام، مثل: «بابٌ هل يؤذنان جميعا أو فُرادى؟».
- الصيغة الخبرية العامة، مثل: «باب الماء الدائم».
- الصيغة الخبرية الخاصة، مثل: «الأمر بإراقة ما في الإناء إذا ولغ فيه الكلب».
- الاقتباس من لفظ الحديث، مثل: «باب من أدرك ركعة من الصلاة».
2. التراجم الخفية (الاستنباطية): هي أن يأتي في لفظ الترجمة احتمالٌ لأكثر من معنى، فيعيّن أحد الاحتمالين بما يذكر تحتها من الحديث، أو أن يكون الاحتمال في الحديث والتعيين في الترجمة، ومن المسالك التي استخدمها في هذا النوع من التراجم:
- كون الترجمة أعمُّ من الـمُترجم له، مثل قوله: «باب الوضوء من النوم»، ثم أخرج حديث أبي هريرة رضي الله عنه مرفوعا: (إذا استيقظ أحدكم من منامه فلا يُدخل يده في الإناء حتى يُفرغ عليها ثلاث مرات، فإنه لا يدري أين باتت يده)، فالترجمة هنا أعمّ، لأن فيها ذِكر الوضوء، وليس في الحديث إلا غسل اليدين ثلاثاً.
- كون الترجمة أخصّ من المترجم له، مثل قوله: «باب الرخصة في السواك بالعشيّ للصائم»، ثم أخرج حديث أبي هريرة رضي الله عنه مرفوعا: (لولا أن أشق على أمتي لأمرتهم بالسواك عند كل صلاة)، فالترجمة هنا أخصّ، لأن فيها ذكر السواك بالعشي للصائم، والحديث يفيد السواك للصائم وغيره، ووقت العشي وسواه، فهو أعمّ.
- تطابق الترجمة مع أحاديث الباب بطريق الاستنتاج لعلاقة اللزوم، مثل قوله: «باب النية في الوضوء»، ثم أخرج حديث عمر رضي الله عنه مرفوعا: «إنما الأعمال بالنيات... الحديث»، فوجه مطابقة الحديث للترجمة أن الوضوء عملٌ فتلزم له النية.
3. التراجم المرسلة: لم يُكثر الإمام النسائي منها، وأوردها مرات قليلة، مثل قوله: «باب نوعٌ آخر. أخبرنا عبد الله بن محمد بن تميم ..»، ومراده نوعٌ آخر من التيمم، لتقدم باب الاختلاف في كيفية التيمم.

ثانيا: منهجه في ذكر الفوائد والاستنباطات الفقهية:
كان الإمام النسائي يعتني بالألفاظ الغريبة أحيانا، ويهملها أحيانا أخرى، وكان يذكر بعض الاستنباطات الفقهية، ومن أمثلة ذلك:
1. غريب الحديث: شرح الإمام النسائي بعض الألفاظ الغريبة وأوضحها، ومن ذلك قوله بعد سرد الحديث: «القدح وهو الفَرَق».
2. ذكر الناسخ والمنسوخ: كان الإمام النسائي يكتفي بتقديم المنسوخ وتأخير الناسخ، دون أن يصرِّح بالنسخ تصريحا.
3. الاستنباطات الفقهية: كان الإمام النسائي يتعرض أحيانا لبعض ما يمكن الاستدلال به، ويذكر الاستنباط الفقهي منه، ومن أمثلة ذلك ما أورده بعد أن أخرج حديث أبي هريرة  قال: علمت أن رسول الله ﷺ كان يصوم، فتحيّـنت فطره بنبيذ صنعته له في دبّاء -أي قرع-، فجئته به، فقال: (أَدْنِه)، فأدنيته منه فإذا هو ينشّ، فقال: (اضرب بهذا الحائط، فإن هذا شراب من لا يؤمن بالله واليوم الآخر)، قال أبو عبد الرحمن: "وفي هذا دليل على تحريم السّكر قليله وكثيره، وليس كما يقول المخادعون لأنفسهم بتحريمهم آخر الشربة وتحليلهم ما تقدمها الذي يُشرب في الفَرَق قبلها، ولا خلاف بين أهل العلم أن السُّكر بكلّيّته لا يحدث عن الشربة الآخرة، دون الأولى والثانية بعدها.

### طبعات الكتاب
- طبعت السنن الصغرى عدة طبعات بتحقيقات مختلفة؛ ومنها:

-طبعة دار المعرفة بتحقيق وترقيم وفهرسة مكتب تحقيق التراث الإسلامي ومعها شرح السيوطي وحاشية السندي.
-وطبعت السنن الكبرى للنسائي؛ أكثر من مرة؛ وأخرها: طبعة دار التأصيل في 13 مجلدة؛ وقام عليها جمع من الباحثين الأكفاء؛ وقدم لها الشيخ الدكتور (ومجيزي بجميع مروياته) أحمد معبد؛ وطبعت بوزارة الأوقاف القطرية عام 1433هـ 2012 م؛ وتعد هذه الطبعة من أوثق الطبعات؛ اللهم بارك في كل القائمين عليها.

### شروح سنن النسائي
من أشهرها:
1. «زَهْرُ الرُّبى على المجتبى» لجلال الدين السيوطي (ت 911 هـ). وهو شرح موجز.
2. «حاشية السندي على سنن النسائي» لنور الدين عبد الهادي السندي. وهو مطبوع مع سنن النسائي؛ وتوجد نسخة مخطوطة من الحاشية في المكتبة الأزهرية رقم (308955) في 148 ورقة.
3. «شرح سنن النسائي»: لأبي العباس أحمد بن أبي الوليد بن رُشيد (ت563هـ).
قال مخلوف في «شجرة النور» عنه: «حفيل للغاية».
4. «الإمعان في شرح النسائي أبي عبد الرحمن»: لعلي بن عبد الله بن خلف بن محمد بن النِّعمة (ت567).
قال الذهبي في «سير أعلام النبلاء»: «بلغ فيه الغاية من الاحتفال والإكثار».
5. كتاب «المجتبى من المجتنى في رجال كتاب أبي عبد الرحمن النسائي في السنن المأثورة وشرح غريبه»: لمحمد بن أحمد أبو المظفَّر الأبيوردي (ت507هـ).
6. «تعليق على الكتاب»: لأبي إسحاق إبراهيم بن عمر العَلَوي اليمني (ت752هـ).
ذكروا في ترجمته أن له تعاليق على أمهات كتب الحديث، فلعل منها كتاب النسائي. وهذا ذكَرْته على الاحتمال.
7. «شرح النسائي»: لأبي الحسن محمد بن علي الحسيني (ت765هـ).
قال الحافظ ابن حجر في «الدرر الكامنة»: «قرأت بخط شيخنا العراقي: أنه –أي الحسيني– شرع في شرح سنن النسائي» اهـ. أقول: فلا أدري هل أتمه أم لا؟
8. «شرح زوائد سنن النسائي»: لأبي حفص سراج الدين عمر بن علي المعروف بابن الملقن (ت804هـ) وهو شروح لزوائد (النسائي) على الصحيحين. وله شروح على زوائد بقية السنن، كل في مجلد واحد.
9. «شرح سنن النسائي»: لمحمد بن أحمد بن أيوب الحمصي العصياتي الشافعي (ت834هـ)].
10. «تيسير اليُسرى بشرح المجتبى من السنن الكبرى»: لعبد الرحمن بن أحمد بن الحسن بن علي البهكلي اليماني (ت 1248هـ). منه نسخة في المكتبة الغربية بالجامع الكبير بصنعاء، والموجود منه أربعة مجلدات تبدأ من (باب كيف فُرِضت الصلاة) وتنتهي بكتاب الصيام. وعدد أوراق المجلدات على التوالي (287، 404، 280، 243 ق) بخط نسخيّ جيد.
11. «شرح سنن النسائي»: ليحيى بن المطهر بن إسماعيل اليماني (ت 1268هـ). من تلاميذ الشوكاني.
12. «شرح سنن النسائي»: لأحمد بن زيد بن عبد الله الكِبْسي اليماني (ت 1271 هـ).
13. «الحاشية المحمديّة على الأخبار النَّسَئيّة»: لمحمد بن حمد الله التهانوي (ت 1296هـ)، طبع مرتين.
14. «كتابات على الكتب الستة»: لأحمد بن زيني دحلان المكي (ت 1304 هـ).
15. "عَرْف زهر الرُّبى على المجتبى": لعلي بن سليمان الدِّمَنتي البُجُمعوي المغربي (ت 1306هـ).
وهو مختصر من شرح السيوطي، وقد طبع بالقاهرة سنة (1299هـ). والمؤلف له اختصارات على جميع حواشي السيوطي على الكتب الستة، وهو مطبوع. ووقع في "الفهرس الشامل" (2/877): كتاب الزهراتي تعليق على النسائي للدمناتي" والظاهر أنه تحريف عما سبق!
16. «روض الرُّبى عن ترجمة المجتبى»: لمولاي وحيد الدين اللكنهوي. طبع في لاهور عام (1886م) مع ترجمته إلى الهندوستانية.
17. «شرح مجموع من شرح السيوطي وحاشية السندي وغيرهما»: جمعه أبو عبد الرحمن محمد بنجابي، ومحمد عبد اللطيف. طبع في دهلي عام (1898م).
18. «التقريرات الرائعة على سنن النسائي»: لمولانا محمد حمد الله التهانوي، طبع في الهند سنة (1319هـ) في مجلد كبير.
19. «الحواشي الجديدة على سنن النسائي»: من تأليف الشيخين محمد الفنجابي الدهلوي (ت 1315هـ)، ومحمد بن كفاية الله الشاهجانفوري (ت 1338هـ).
20. «الفيض السمائي على سنن النسائي»: وهي فوائد للشيخ الكنكوهي (ت 1323هـ) قيَّدها على سنن النسائي مع فوائد إضافات للشيخ محمد زكريا الكاندهلوي (ت 1402). طبع في المكتبة الخليلية بالهند.
21. «تعليقة على النسائي»: لحسين بن محسن الأنصاري اليماني (ت 1327هـ).
22. «شرح النسائي»: لعبد القادر بن بدران الدُّومي الحنبلي (ت 1342هـ). ولم يكمل.
23. إملاءات وتقريرات وضبط على غالب الكتب الستة: لمحمد بن جعفر الكتاني (ت 1345هـ) صاحب «الرسالة المستطرفة».
24. شرح سنن النسائي: لمحمد بن عبد الرحمن بن حسن الأهدل (ت 1352).
25. شرح سنن النسائي: لمحمد المختار بن سيدي الجكني الشنقيطي (ت1405). طبع منه خمسة مجلدات، ولم يكمل. وهو شرح جليل مستوعب.
26. «التعليقات السلفية على سنن النسائي»: لمحمد عطاء الله حنيف الفوجياني (ت 1409).
جمع فيه أربعة كتب وحواشٍ على النسائي؛ وهي حاشيتي السيوطي والسندي، والحواشي الجديدة للشيخين الفنجابي والشاهجهانفوري، وتعليقة الشيخ حسين الأنصاري. طبع في باكستان في مجلد ضخم من القطع الكبير على الحجر، ثم جمعني مجلس مع ابن الفوجياني الأستاذ «أحمد شاكر» فرأيته مُعدًّا للطبع في خمسة مجلدات. ثم طبع عام 1418هـ.
27. «ذخيرة العُقْبى في شرح المجتبى»: لمحمد بن علي بن آدم بن موسى الأثيوبي الولَّويّ.
طبع كاملًا في (18) مجلدًا ضخمًا. وهو مفيد، ورأيي لو أنه اقتصر على شرح الزوائد كما فعل ابن الملقن لكان أجدى وأنفع.
28. «المكتفى بحلّ المجتبى»: لأبي محمد أحمد حسين المظاهري الفتّني الهندي. طبع منه مجلد واحد وهو شرح كتاب الطهارة.

## حاشية السندي على سنن النسائي
السندي حنفي المذهب ولذا يرجح رأي الحنفية غالباً.
جاء في مقدمة «حاشية السندي على النسائي»: (وبعد فهذا تعليق لطيف على سنن الإمام الحافظ أبي عبد الرحمن أحمد بن شعيب بن علي بن بحر النسائي -رحمه الله تعالى-، يقتصر على حل ما يحتاج إليه القارئ والمدرس من ضبط اللفظ، وإيضاح الغريب والإعراب، رزق الله تعالى ختمه بخير، ثم ختم الأجل بعد ذلك على أحسن حال، آمين يا رب العالمين)، ثم ذكر شرط النسائي، وأنه يخرج «أحاديث أقوامٍ لم يجمعوا على تركهم، إذا صح الحديث بالاتصال لإسناد من غير قطعٍ ولا إرسال»، ثم نقل عن النسائي قوله: «لما عزمت على جمع السنن استخرت الله تعالى في الرواية عن شيوخٍ كان في القلب منهم بعض الشيء، فوقعت الخيرة على تركهم»، ولذلك ما أخرج حديث ابن لهيعة، وإلا فقد كان عنده حديثه ترجمةً ترجمة، يعني جميع أحاديث ابن لهيعة عند النسائي ومع ذلك تحاشى التخريج عنه، وإن خرج له أبو داود والترمذي وغيرهما.
السندي من منهجه في التعليق يشرح الترجمة ويبيّن مراد النسائي، وهذه ميزة، إلا أنه يبين باختصار، ولا يترجم للرواة، ولعله اكتفاءاً بما في شرح السيوطي، ويتكلم على فقه الحديث بشيءٍ من البسط المناسب لواقع الكتاب، وإلا فالكتاب في جملته مختصر أكثر من كلام السيوطي؛ لكنه لا يستوعب الأقوال ولا يستدل لها، ويرجح رأي الحنفية غالباً، ويشيد السندي بالمؤلف –النسائي- ودقته في الاستنباط، ودقة تراجمه كثيراً، وعلى كل حال فالحاشية تعتبر مكملةً لشرح السيوطي، وهي أبسط منه.
وقد طبع الكتاب مع شرح السيوطي مراراً.

## نبذة عن السيوطي
الجَلَال السُّيُوطي (849 - 911 هـ = 1445 - 1505 م) هو عبد الرحمن بن أبي بكر بن محمد ابن سابق الدين الخضيري السيوطي، جلال الدين.
• إمام حافظ مؤرخ أديب. له نحو 600 مصنف، منها الكتاب الكبير، والرسالة الصغيرة.
• نشأ في القاهرة يتيما (مات والده وعمره خمس سنوات)
• ولما بلغ أربعين سنة اعتزل الناس، وخلا بنفسه في روضة المقياس، على النيل، منزويا عن أصحابه جميعا، كأنه لا يعرف أحدا منهم، فألف أكثر كتبه.
• وكان الأغنياء والأمراء يزورونه ويعرضون عليه الأموال والهدايا فيردها. وطلبه السلطان مرارا فلم يحضر إليه، وأرسل إليه هدايا فردها. وبقي على ذلك إلى أن توفي
• وقرأت في كتاب (المنح البادية - خ) أنه كان يلقب بابن الكتب، لأن أباه طلب من أمه أن تأتيه بكتاب، ففاجأها المخاض، فولدته وهي بين الكتب!
من كتبه:
1. (الإتقان في علوم القرآن - ط)
2. (إتمام الدراية لقراء النقاية - ط) كلاهما له، في علوم مختلفة،
3. (الأحاديث المنيفة - خ)
4. (الأرج في الفرج - ط)
5. (الاذدكار في ما عقده الشعراء من الآثار - خ)
6. (إسعاف المبطإ في رجال الموطأ - ط)
7. (الأشباه والنظائر - ط) في العربية،
8. (الأشباه والنظائر - ط) في فروع الشافعية،
9. (الاقتراح - ط) في أصول النحو،
10. (الإكليل في استنباط التنزيل - ط)
11. (الألفاظ المعربة - خ)
12. (الألفية في مصطلح الحديث - ط)
13. (الألفية في النحو - ط) واسمها (الفريدة) وله شرح عليها
14. (إنباه الأذكياء لحياة الأنبياء - ط) رسالة
15. (بديعية وشرحها - خ) عندي
16. (بغية الوعاة، في طبقات اللغويين والنحاة - ط)
17. (التاج في إعراب مشكل المنهاج - خ)
18. (تاريخ أسيوط) وكان أبوه من سكانها
19. (تاريخ الخلفاء - ط)
20. (التحبير لعلم التفسير - خ)
21. (تحفة المجالس ونزهة المجالس - ط)
22. (تحفة الناسك - خ)
23. (تدريب الراويّ - ط) في شرح تقريب النواوي
24. (ترجمان القرآن - ط)
25. (تفسير الجلالين - ط)
26. (تنوير الحوالك في شرح موطأ الإمام مالك - ط)
27. (الجامع الصغير - ط) في الحديث،
28. (جمع الجوامع، ويعرف بالجامع الكبير - خ) ستة أجزاء، كتب سنة 973 في خزانة القرويين وفي الظاهرية [طُبع]
29. (الحاوي للفتاوي - ط)
30. (حسن المحاضرة في أخبار مصر والقاهرة - ط)
31. (الخصائص والمعجزات النبويّة - ط)
32. (درّ السحابة، في من دخل مصر من الصحابة - خ) [طُبع]
33. (الدر المنثور في التفسير بالمأثور - ط) ستة أجزاء
34. (الدر النثير في تلخيص نهاية ابن الأثير - ط)
35. (الدراري في أبناء السراري - خ)
36. (الدرر المنتثرة في الأحاديث المشتهرة - ط)
37. (الديباج على صحيح مسلم بن الحجاج - ط)
38. (ديوان الحيوان - ط) اختصره من حياة الحيوان للدميري، وقد ترجم إلى اللاتينية
39. (رشف الزلال - ط) ويعرف بمقامة النساء
40. (زهر الربى - ط) في شرح سنن النسائي
41. (زيادات الجامع الصغير - ط) مرتبة على الحروف
42. (السبل الجلية في الآباء العلية - ط)
43. (شرح شواهد المغني - ط) سماه (فتح القريب)
44. (الشماريخ في علم التاريخ - ط) رسالة،
45. (صون المنطق والكلام، عن فن المنطق والكلام - ط)
46. (طبقات الحفاظ - ط)
47. (طبقات المفسرين - ط)
48. (عقود الجمان في المعاني والبيان - ط) أرجوزة
49. (عقود الزبرجد على مسند الإمام أحمد - خ) [طُبع]
50. (قطف الثمر في موافقات عمر - خ)
51. (كوكب الروضة - خ) في ذكر جزيرة الروضة التي كان من سكانها (وفيها منزلي بمصر) رأيت منه نسختين إحداهما في الخزانة الخالدية بالقدس، في مجلد ضخم، والثانية في خزانة الرباط (135 ق)
52. (مقامات - خ) 24 رسالة في مباحث مختلفة، بخزانة الرباط (د 296) [طُبع]
53. (اللآلي المصنوعة في الأحاديث الموضوعة - ط)
54. (لب اللباب في تحرير الأنساب - ط)
55. (لباب النقول في أسباب النزول - ط)
56. (ما رواه الأساطين في عدم المجئ إلى السلاطين - خ) [طُبع]
57. (متشابه القرآن - ط)
58. (مجموعان) مخطوطان، يشتملان على 43 رسالة - ذكر أسماءها حبيب الزيات في (خزائن الكتب)
59. (المحاضرات والمحاورات - خ) [طُبع]
60. (المذهب في ما وقع في القرآن من المعرب - خ) [طُبع]
61. (المزهر - ط) في اللغة،
62. (مسالك الحنفا في والدي المصطفى - ط)
63. (المستطرف من أخبار الجواري - ط)
64. (مشتهى العقول في منتهى النقول - ط)
65. (مصباح الزجاجة - ط) في شرح سنن ابن ماجة
66. (مفحمات الأقران في مبهمات القرآن - ط)
67. (مقامات - ط) في الأدب،
68. (المقامة السندسية في النسبة المصطفوية - ط)
69. (مناقب أبي حنيفة - ط)
70. (مناقب مالك - ط)
71. (مناهل الصفا في تخريج أحاديث الشفا - ط)
72. (المنجم في المعجم - خ) ترجم به أشياخه
73. (نزهة الجلساء في أشعار النساء - خ) في الظاهرية،
74. (النفحة المسكية والتحفة المكية - خ) في عدة علوم،
75. (نواهد الأبكار - خ) حاشية على البيضاوي [طُبع]
76. (همع الهوامع - ط) في النحو،
77. (الوسائل إلى معرفة الأوائل - خ) وغير ذلك.[5]